# Округ Пауел (Кентаки)
Округ Пауел (енгл. Powell County) је округ у америчкој савезној држави Кентаки.

## Демографија
По попису из 2010. године број становника је 12.613, што је 624 (-4,7%) становника мање него 2000. године.
| Група             | 2000.          | 2010.          |
| Белци             | 12.969 (98,0%) | 12.264 (97,2%) |
| Афроамериканци    | 82 (0,6%)      | 79 (0,6%)      |
| Азијати           | 7 (0,1%)       | 17 (0,1%)      |
| Хиспаноамериканци | 88 (0,7%)      | 132 (1,0%)     |
| Укупно            | 13.237         | 12.613         |